# Leichtathletik-Weltmeisterschaften 2015/Teilnehmer (Finnland)
| Gelbes Symbol für Goldmedaillen mit stilisierten Olympischen Ringen | Graues Symbol für Silbermedaillen mit stilisierten Olympischen Ringen | Braundes Symbol für Bronzemedaillen mit stilisierten Olympischen Ringen |
| ------------------------------------------------------------------- | --------------------------------------------------------------------- | ----------------------------------------------------------------------- |
| —                                                                   | —                                                                     | 1                                                                       |

Der Leichtathletikverband Finnlands nominierte 17 Athleten für die Leichtathletik-Weltmeisterschaften 2015 in der chinesischen Hauptstadt Peking.

## Medaillen
Mit einer gewonnenen Bronzemedaille belegte das finnische Team Rang 32 im Medaillenspiegel.

### Medaillengewinner

#### Bronze
- Tero Pitkämäki: Speerwurf

## Ergebnisse

### Männer

#### Laufdisziplinen
| Athlet              | Disziplin   | Vorlauf | Vorlauf | Halbfinale | Halbfinale | Finale    | Finale |
| Athlet              | Disziplin   | Zeit    | Platz   | Zeit       | Platz      | Zeit      | Platz  |
| ------------------- | ----------- | ------- | ------- | ---------- | ---------- | --------- | ------ |
| Henri Manninen      | Marathon    |         |         |            |            | 2:30:22 h | 35     |
| Jarkko Kinnunen     | 50 km Gehen |         |         |            |            | 4:02:07 h | 32     |
| Aleksi Ojala        | 50 km Gehen |         |         |            |            | DNF       | DNF    |
| Veli-Matti Partanen | 50 km Gehen |         |         |            |            | 3:54:28 h | 18     |

#### Sprung/Wurf
| Athlet          | Disziplin  | Qualifikation | Qualifikation | Finale             | Finale             |
| Athlet          | Disziplin  | Weite/Höhe    | Platz         | Weite/Höhe         | Platz              |
| --------------- | ---------- | ------------- | ------------- | ------------------ | ------------------ |
| Tuomas Seppänen | Hammerwurf | 74,74 m       | 11            | 73,18 m            | 10                 |
| David Söderberg | Hammerwurf | 75,96 m       | 6             | 76,92 m            | 6                  |
| Ari Mannio      | Speerwurf  | 80,19 m       | 14            | nicht qualifiziert | nicht qualifiziert |
| Tero Pitkämäki  | Speerwurf  | 83,43 m       | 5             | 87,64 m            | Bronze             |
| Antti Ruuskanen | Speerwurf  | 82,20 m       | 9             | 87,12 m            | 5                  |

### Frauen

#### Laufdisziplinen
| Athletin             | Disziplin        | Vorlauf     | Vorlauf | Halbfinale         | Halbfinale         | Finale             | Finale             |
| Athletin             | Disziplin        | Zeit        | Platz   | Zeit               | Platz              | Zeit               | Platz              |
| -------------------- | ---------------- | ----------- | ------- | ------------------ | ------------------ | ------------------ | ------------------ |
| Anne-Mari Hyryläinen | Marathon         |             |         |                    |                    | 2:41:59 h          | 29                 |
| Sandra Eriksson      | 3000 m Hindernis | 9:39,64 min | 23      |                    |                    | nicht qualifiziert | nicht qualifiziert |
| Camilla Richardsson  | 3000 m Hindernis | 9:53,13 min | 32      |                    |                    | nicht qualifiziert | nicht qualifiziert |
| Nooralotta Neziri    | 100 m Hürden     | 13,13 s     | 24      | nicht qualifiziert | nicht qualifiziert | nicht qualifiziert | nicht qualifiziert |

#### Sprung/Wurf
| Athletin         | Disziplin      | Qualifikation | Qualifikation | Finale             | Finale             |
| Athletin         | Disziplin      | Weite/Höhe    | Platz         | Weite/Höhe         | Platz              |
| ---------------- | -------------- | ------------- | ------------- | ------------------ | ------------------ |
| Kristiina Mäkelä | Dreisprung     | 13,83 m       | 13            | nicht qualifiziert | nicht qualifiziert |
| Minna Nikkanen   | Stabhochsprung | 4,55 m        | 6             | 4,60 m             | 10                 |
| Sanna Kämäräinen | Diskuswurf     | 56,68 m       | 27            | nicht qualifiziert | nicht qualifiziert |
| Sanni Utriainen  | Speerwurf      | 55,56 m       | 31            | nicht qualifiziert | nicht qualifiziert |